# Turner (Maine, város)
Turner város az Amerikai Egyesült Államok Maine államában, Androscoggin megyében. Lakosainak száma 5817 fő (2020. április 1.).

## Népesség
A település népességének változása:

| 2010 | 5 734 |
| 2020 | 5 817 |